# 오토 (기업)

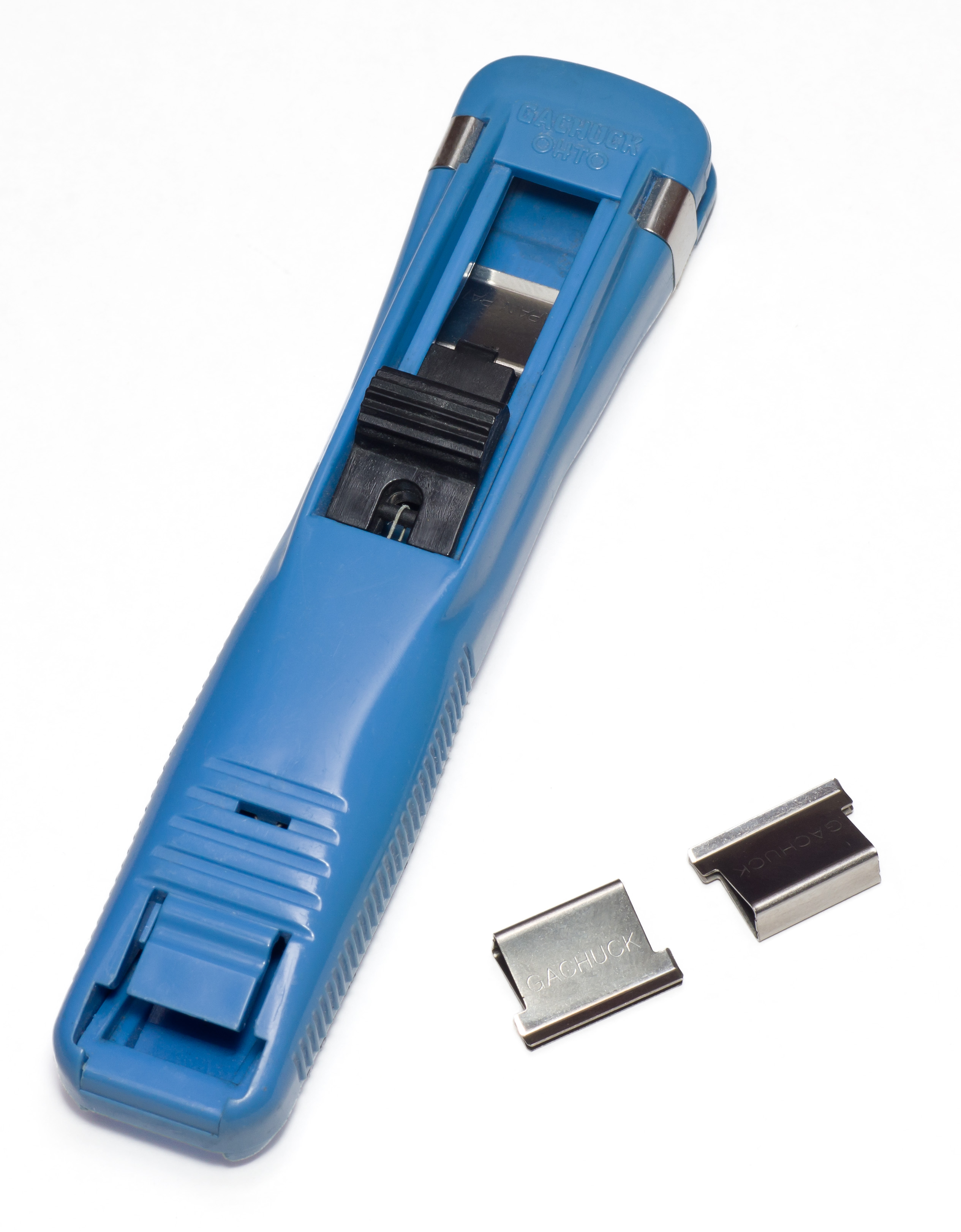
가챠크(ガチャック), 종이를 클립으로 묶어주는 필기구

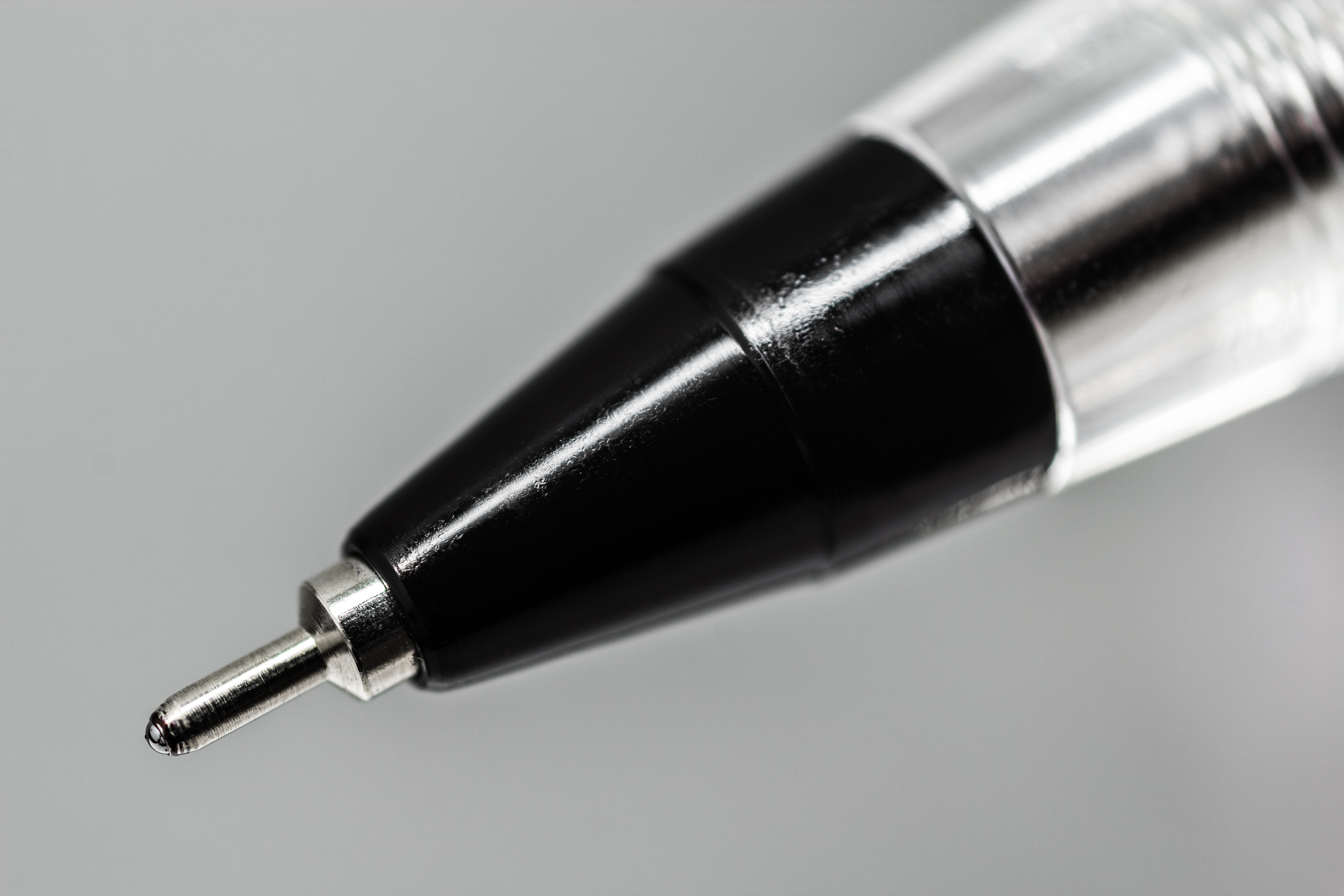
니들 포인트 0.7mm

오토 주식회사(オート株式会社, OHTO )(おーと), (구)중전기화공업(中田機化工業)은 오토볼펜공업(オートボールペン工業)에서 출발했으며, 일본의 문방구 제조사다. 브랜드명은 예전에는 AUTO라고 썼지만 현재는 OHTO라고 쓴다.

## 개요
본 업체는 1946년에 연필형 볼펜 오토펜슬을, 1951년 타사 최초로 실용적인 볼펜을 판매한 것으로 알려졌다. 1943년 발명된 볼펜은 어느 메이커의 제품(만년필 기반의 볼펜 만년필)에도 재질이나 잉크 결함 등의 문제를 안고 있던 것들뿐이었지만, 본 메이커는 그러한 문제를 처음으로 극복했다.
또한 종이를 클립으로 묶어주는 필기구인 가챠크(ガチャック)를 개발한 업체로도 유명하다. 종이 묶음에 구멍을 뚫지 않고 겹친 서류를 고정할 수 있는 가챠크는 1980년에 전 양복 제작사인 사토 히사오의 기획을 같은 회사가 상품화해,대표적인 히트상품이 됨과 동시에 이런 유형의 문방구의 일반명사이기도 하다. 또 스즈키 타카토시(鈴木孝俊)가 발명한 메모클립(メモクリップ)을 타사 최초로 상품화했다.
최근에는 아이디어 상품의 개발도 많다. 자동반출형의 오토 샤프 펜슬(シャープペンシル)이나 따뜻함이 느껴지는 목축 샤프 펜슬 등이 최근의 대표작이라고 할 수 있다.
교세라의 기술을 채택한 세라믹 볼(セラミックボール)을 이용한 수성 볼펜이나 펜 끝이 가늘고 긴 원뿔 모양의 "니들 포인트(NEEDLE-POINT)"라는 유성 볼펜 등 독자적인 상품을 개발 및 판매하고 있다.
또 2006년에는 아메리칸 테이스트(アメリカンテイスト)라는 제목으로 컬러풀한 마블 모양의 볼펜 시리즈를 내놓아 이들이 인기상품으로 떠올랐다.
타사가 수성 볼펜의 라인업을 큰폭으로 줄이는 가운데, 오토는 현재도 동형의 신제품을 적극적으로 전개하고 있어 2017년은 노크식의 "오(オー)"를 발매하고 있다. (다만 이쪽은 단기간에 제조를 중단하고 있다)

## 연혁
- 1919년 4월 나카타 후지사부로(中田藤三郎)에 의해 나카타 기화 공업으로 설립[1]
- 1986년 5월 같은 해 산요 흥산(三洋興産) 도산 여파로 연쇄 도산[9][10](회사 자체는 존속)

## 주요 제품
- 문방구
  - 펜
    - 볼펜(ボールペン) - 아메리칸 테이스트(アメリカンテイスト)・그래픽 라이너(グラフィックライナー)・컬러젬(カラージェム)・가죽 펜(レザーペン)・리버티(リバティ)・듀드(デュード)・에픽(エピック)・파인(ファイン)
    - 샤프펜슬(シャープペンシル) - 오토샤프(オートシャープ)・목축 샤프(木軸シャープ)・호라이즌(ホライゾン)
    - 샤프펜슬 부속용 지우개
    - 만년필(万年筆) - 마제스틱(マジェスティック) ・듀드(デュード)・포시(ポッシュ)・나무책상펜(木製デスクペン)
    - 마커(マーカー) - 루즈(ルージュ)
    - C-300 시리즈 - 전술한 세라믹 볼을 이용한 수성 볼펜용 교체심. 국제 규격으로 이미 생산을 종료한 다른 제조사 제품과도 호환된다.
- 펜받침대(ペンスタンド) - 캐주얼펜받침대(カジュアルペンスタンド)
- 가챠크(ガチャック) - 가챠크(ガチャック)・에코가챠크(エコガチャック)・클리어가챠크(クリアガチャック)
  - 뽑기구슬(ガチャ玉) - 뽑기 구슬(ガチャ玉)・종이뽑기구슬(紙ガチャ玉)・에코프라가차옥(エコプラガチャ玉)・PG뽑기구슬(PGガチャ玉)・카트리지 뽑기 구슬(カートリッジガチャ玉)
- 클립(クリップ) - 슈퍼클립(スーパークリップ)
- 커터칼(カッターナイフ) - 컷팅프로(カットプロ)・세라믹펜커터(セラミックペンカッター)・잘라내기프로(切り抜きプロ)
- 메모클립(メモクリップ) - 인덱스클립(インデックスクリップ)・종이바치클립(バチクリップ)
  - 자석형(マグネット型) - 강력자석군 (強力マグネ君)・어텐션클립 (アテンションクリップ)・자석 시트(マグネットシート)・자석 메모 클립(マグネットメモクリップ)・큐브(キューブ)
  - 접착 테이프형 (粘着テープ型) - 메모클립

## 같이 보기
- 문방구
- 교세라